# Otto Curtius
Otto Curtius, eigentlich Otto Kurtt (* 20. Juli 1653 in Golzheim (Wenauer Hof); † 17. Dezember 1726 ebenda), war Pfarrer von Golzheim und hat durch seine handschriftlichen Aufzeichnungen der interessierten Nachwelt wertvolle Informationen über seine Zeit hinterlassen.

## Biografie

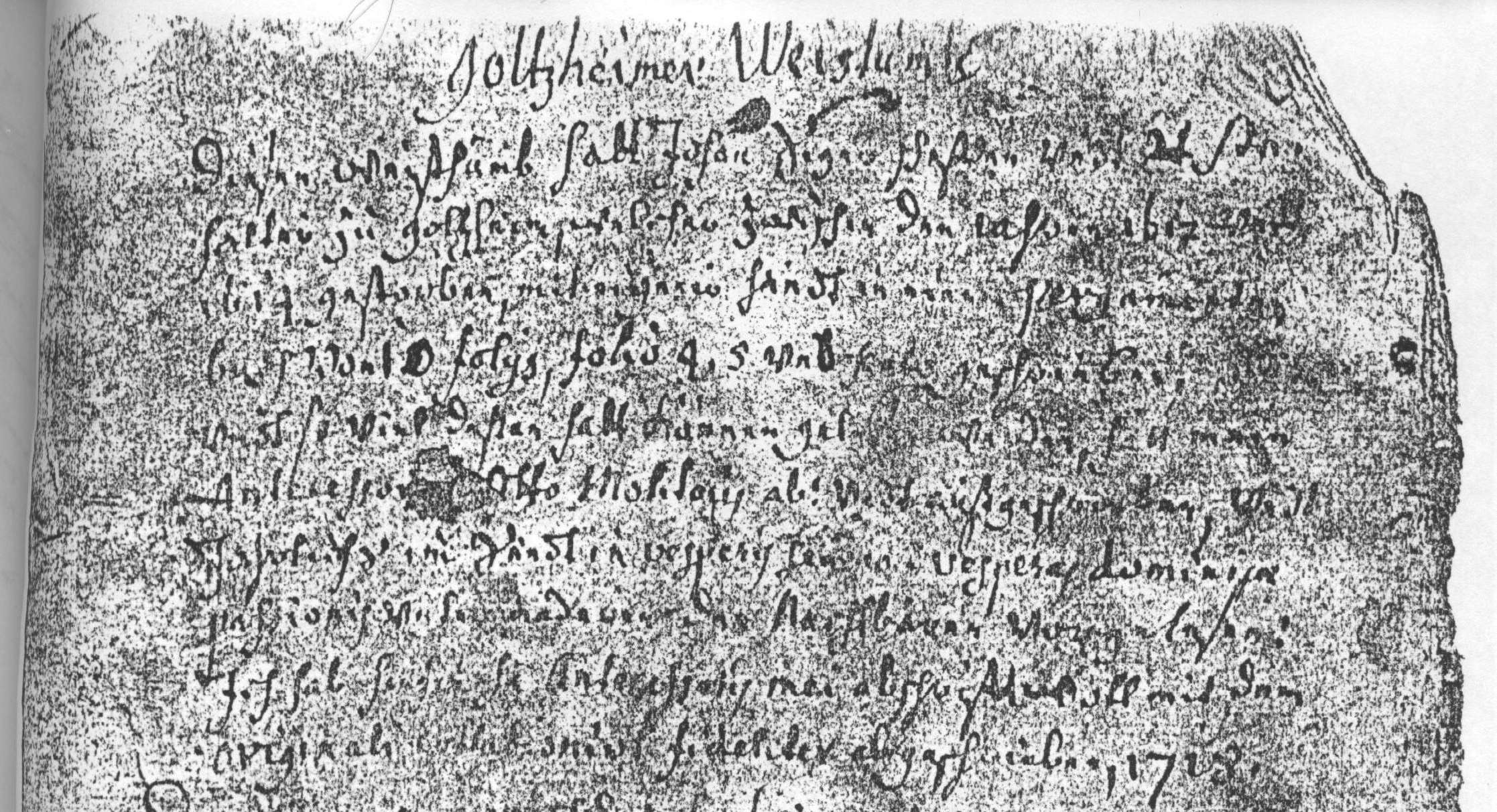
Einleitung zur Abschrift des Golzheimer Weistums, Otto Curtius 1718

Otto Curtius wurde am 20. Juli 1653 als ältestes von zwölf Kindern der Eheleute Friderich Kurtt und Anna Pool auf dem Wenauer Hof in Golzheim geboren, den seine Eltern als Halfen bewirtschafteten. Sein Taufpate war der damalige Pfarrer Otto Molitoris, ein entfernter Verwandter seiner Mutter. Ersten Schulunterricht erhielt er, wie in vielen Dörfern üblich, vom Küster des Ortes. Seine weitere Ausbildung erfolgte in Köln, zunächst im dortigen Laurentianergymnasium, später wohl in der theologischen Fakultät. Im Jahre 1672 wurde ihm die Vikarie seines Heimatortes Golzheim übertragen, die damit verbundenen Aufgaben konnte er während seines vierjährigen Theologiestudiums jedoch nicht wahrnehmen. Deshalb wurden sie nach Erlangung des notwendigen Dispenses von den Merzenicher Vikaren, schließlich von Pfarrer Molitoris selbst übernommen. Nachdem Curtius im Herbst 1676 als Magister Artium bereits für ein Lehramt am Laurentianergymnasium nominiert worden war, übertrug man ihm in der Allerheiligennacht desselben Jahres die nunmehr unbesetzte Pfarrstelle in Golzheim (Pfarrer Molitoris war am 25. September 1676 verstorben). Da seine Studien noch einige Monate fortdauerten, wurde die Pfarrstelle bis zum Passionssonntag des folgenden Jahres (4. April 1677) von Nideggener Mönchen verwaltet.

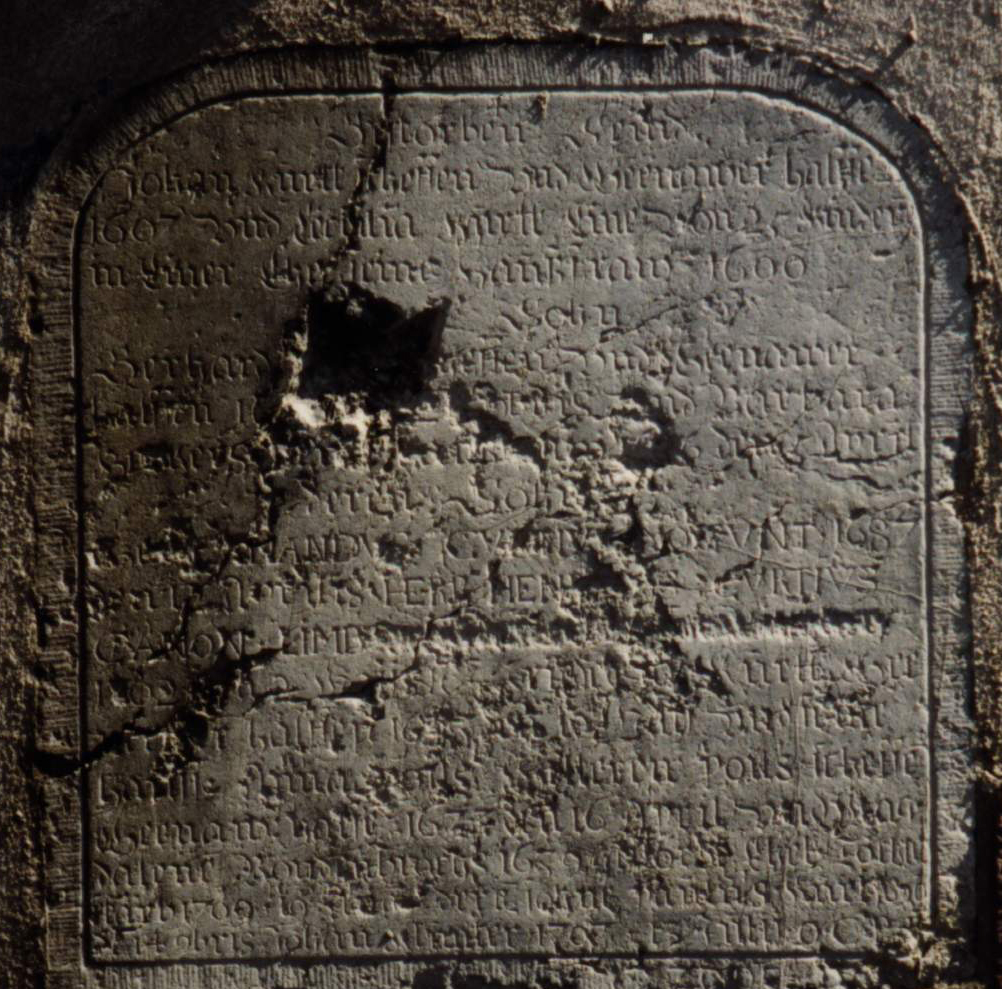
Gedenktafel für die Verstorbenen der Familie Kurtt/Curtius im Turm der alten Golzheimer Pfarrkirche, gefertigt im Jahre 1720

Noch im selben Monat begann Pfarrer Curtius, seine Amtshandlungen in einem speziell dafür angeschafften Band zu dokumentieren. Das erste Golzheimer Register für Taufen, Heiraten und Sterbefälle entstand. Auch während seiner weiteren Amtszeit war es das besondere Anliegen des Pfarrers, Überlieferungen zu bewahren und nachfolgenden Generationen ein Bild seiner Zeit zu hinterlassen. Zu seinem Nachlass gehören neben vielem anderen ein Extrakt aus drei Gerichts- oder Erbbüchern des Dorfes Golzheim (1572–1700), die Abschrift eines Weistums aus der Zeit um 1600, ein Begräbnisrecht, Verzeichnisse der Golzheimer Pfarrer und Vikare sowie eine Genealogie seiner Familie, die für die Familiengeschichtsforscher des Dürener Raums unschätzbare Informationen bietet. Seine Eintragungen im Tauf-, Heirats- und Sterberegister sind wegen ihrer Ausführlichkeit beispielhaft.
Über der rückwärtigen Tür des heutigen Pfarrjugendheims in Golzheim befindet sich ein Holzbalken mit der Inschrift OTTO CVRTIVS PASTOR POSVIT ANNO 1681. Dieser Balken, der sich ursprünglich in einem anderen Gebäude befand, lässt vermuten, dass Pfarrer Curtius möglicherweise im genannten Jahre das Pfarrhaus neu errichten ließ, oder aber umfangreiche Umbauten durchführte.
Im Turm der alten Pfarrkirche befindet sich eine Gedenktafel, die Otto Curtius 1720 für die Verstorbenen seiner Familie anbringen ließ. Im selben Jahr, am 21. Mai (dem Tag nach Pfingstmontag), errang er die Königswürde der Marianischen Schützenbruderschaft, wie eine Plakette an der alten Königskette ausweist. Gegen Ende 1724 zwangen ihn Alter und Krankheit die Pfarrbücher durch den Vikar des Ortes, seinen gleichnamigen Neffen Otto Curtius, führen zu lassen. Am 17. Dezember 1726 schließlich starb Pfarrer Otto Curtius, der 50 Jahre sein Amt in Golzheim versehen hatte.